# ميكائيل بنغتسون
ميكائيل بنغتسون (بالسويدية: Mikael Bengtsson)‏ (5 ديسمبر 1981 بالسويد - ) هو لاعب كرة قدم سويدي في مركز الدفاع. لعب مع نادي مالمو ونادي تريليبورج ‏ ونادي لاندسكرونا ‏.

## وصلات خارجية
- ميكائيل بنغتسون على موقع قاعدة بيانات كرة القدم.إي يو (الإنجليزية)